# クレニッツァン諸島
クレニッツァン諸島（クレニッツァンしょとう、英:Krenitzin Islands）とは、アリューシャン列島フォックス諸島の東に位置する小島からなる諸島である。

## 地理
ウナラスカ島とウニマク島の間に位置している。

## 島嶼
エイクタック島、アヴァタナク島（2番目に大きい）、ダービン島、カリカガン島、ルートク島、ラウンド島、ウガマク島
アラスカ海洋国立野生生物保護区の一部に属し、総面積159.533km2）で2000年の人口統計では713人である。

## 歴史
1852年にTebenkovによって命名された。